# Кэмпбелл, Арчибальд, 2-й граф Аргайл
А́рчибальд Кэ́мпбелл (англ. Archibald Campbell; ум. 9 сентября 1513 года), 2-й граф Аргайл (с 1493 года) — шотландский барон, один из командующих королевскими войсками, направленными на подавление гэльского восстания 1501—1506 годов.
Арчибальд Кэмпбелл был старшим сыном Колина Кэмпбелла, 1-го графа Аргайла и Изабеллы Стюарт.
В 1499 году был назначен королём Яковом IV генерал-лейтенантом Западной Шотландии. В его обязанности входило введение в регионах, ранее принадлежащих Макдональдам, центральной администрации. Аргайлу были предоставлены практически неограниченные полномочия. Он предпринял оценку земель гэльских кланов с целью их обложения по общешотландским нормам, решительно пресекал проявления междоусобиц и насаждал королевский суд в западных регионах страны. Всё это не могло не вызвать ответной реакции гэльских вождей: в 1501 году горцы из клана Мак-Ианов освободили находившегося уже 20 лет в плену у графа Аргайла Дональда Дуба, последнего представителя Макдональдов, лордов Островов. Это стало сигналом к мощному гэльскому восстанию, захлестнувшему в период с 1501 по 1506 год всю северную и западную Шотландию. Аргайл стал одной из ключевых фигур, преданных центральной власти, которые участвовали в подавлении этого восстания. Кэмпбелл заново укрепил королевские замки в горных частях страны и предпринял ряд экспедиций против мятежных кланов. Лишь к 1506 году удалось полностью подавить сопротивление.
Арчибальд Кэмпбелл погиб 9 сентября 1513 года в битве при Флоддене.